# Lassi Parkkinen
Lassi Parkkinen (n. 8 mai 1917, Varkaus, Marele Principat al Finlandei, Imperiul Rus – d. 3 octombrie 1994, Esbo, Finlanda) a fost un patinator de viteză ce a reprezentat Finlanda, medaliat olimpic. A participat la 2 ediții ale Jocurilor Olimpice (1948, 1952) în care a câștigat o medalie de argint.